# Nina Bunjevac
Nina Bunjevac (geboren 1973 in Welland, Ontario) ist eine kanadisch-jugoslawische Comiczeichnerin.

## Leben
Nina Bunjevacs Eltern waren aus dem kommunistischen Jugoslawien nach Kanada emigriert. 1975 trennten sich die Eltern, und ihre Mutter kehrte mit Nina und deren Schwester, aber ohne den Bruder, nach Belgrad zurück, wo Nina in Zemun aufwuchs. Ihr Vater Peter Bunjevac, der Mitglied der terroristischen Organisation „Freiheit für das Serbische Vaterland“ (Tschetnik) war, starb in Kanada im August 1977 zusammen mit zwei anderen serbischen Nationalisten bei einem Unfall mit einer selbstgebauten Bombe.
Bunjevac besuchte in Belgrad die Kunstgewerbeschule Osnovna škola “Đorđe Krstić”. Sie besuchte Ende 1990 ihren Bruder in Kanada und blieb wegen des ausbrechenden Jugoslawienkriegs dort. Sie absolvierte in Toronto die Central Technical School und danach ein Kunststudium am Ontario College of Art & Design und arbeitet seither als Kunsterzieherin und freie Autorin.
In ihrer 2020 beim Berliner Avant-Verlag erschienenen Graphic Novel Bezimena bringt die Zeichnerin ein "ungemütliches, dunkles Märchen" über sexualisierte Gewalt zur Welt und spielt mit dem Mythos von Artemis.

## Werke (Auswahl)
- Vladimir Azarov: Of architecture : the territories of a mind. Illustr. Nina Bunjevac. Holstein, Exile Editions, Ontario 2015
- Fatherland. Jonathan Cape, London 2014
  - Vaterland. Eine Familiengeschichte zwischen Jugoslawien und Kanada. Übers. Axel Halling. Avant,  Berlin 2015
    - Auszug in: Dschungel. Beilage zu jungle World, 37, 2017, S. 1–24
    - Sven Jachmann: Traumadeutung. Über Nina Bunjevacs Graphic Novel "Vaterland". konkret, 5, Mai 2015, S. 54
- Heartless.  Conundrum Pr., Greenwich (Neuschottland), 2012
- mit Irena Jukic Pranjic: Balkan Comics. Women on the Fringe. Mark Batty Pub, 2012
- mit Miodrag Đorić: Nagib : zapisi o prepoznavanju. Nezavisna izdanja Slobodan Mašić, Belgrad 2009
- Hladna kao led. Omnibus, Belgrad 2011.
- Bezimena, Graphic Novel, aus dem kanadischen Englisch von Benjamin Mildner, avant-verlag. Berlin 2020.